# Piezocorynus
Piezocorynus är ett släkte av skalbaggar. Piezocorynus ingår i familjen plattnosbaggar.

## Dottertaxa tillPiezocorynus, i alfabetisk ordning[1]
- Piezocorynus alternans
- Piezocorynus atratus
- Piezocorynus basalis
- Piezocorynus brevis
- Piezocorynus capillicornis
- Piezocorynus cinctus
- Piezocorynus compar
- Piezocorynus dimidiatus
- Piezocorynus dispar
- Piezocorynus dorsalis
- Piezocorynus gracilicornis
- Piezocorynus homoeus
- Piezocorynus insularis
- Piezocorynus lateralis
- Piezocorynus mixtus
- Piezocorynus moestus
- Piezocorynus occipitalis
- Piezocorynus ovatus
- Piezocorynus plagifer
- Piezocorynus polimelas
- Piezocorynus pullinus
- Piezocorynus rectus
- Piezocorynus sellatus
- Piezocorynus simplex
- Piezocorynus strigifer
- Piezocorynus suturalis
- Piezocorynus tessellatus
- Piezocorynus tristis
- Piezocorynus unicolor
- Piezocorynus verrucatus
- Piezocorynus virginicus